# Meudang Ara (Baktiya)
Meudang Ara is een bestuurslaag in het regentschap Aceh Utara van de provincie Atjeh, Indonesië. Meudang Ara telt 354 inwoners (volkstelling 2010).